# 圣王路易圣殿
圣王路易圣殿（Basilica of Saint Louis, King of France），俗称“老主教座堂”，是美国密苏里州圣路易斯的两座罗马天主教宗座圣殿之一，与圣路易斯市同名，得名于法国国王路易九世。

## 历史
该堂始建于1770年，目前的建筑建于1831-1834年，是美国密西西比河以西的第一座主教座堂，在1845以前是该市唯一的本堂区。该堂靠近圣路易斯历史悠久的河滨地区，毗邻著名的圣路易斯拱门。由于其历史意义，修建圣路易斯拱门时周边建筑均被拆除，仅该堂得以保留。虽然该堂教友人数在天主教圣路易斯总教区196个教堂中仅排名第177名，但由于其历史价值，以及位置靠近拱门和密西西比河，仍是热门的婚礼地点，在196个教堂中排名第2位。

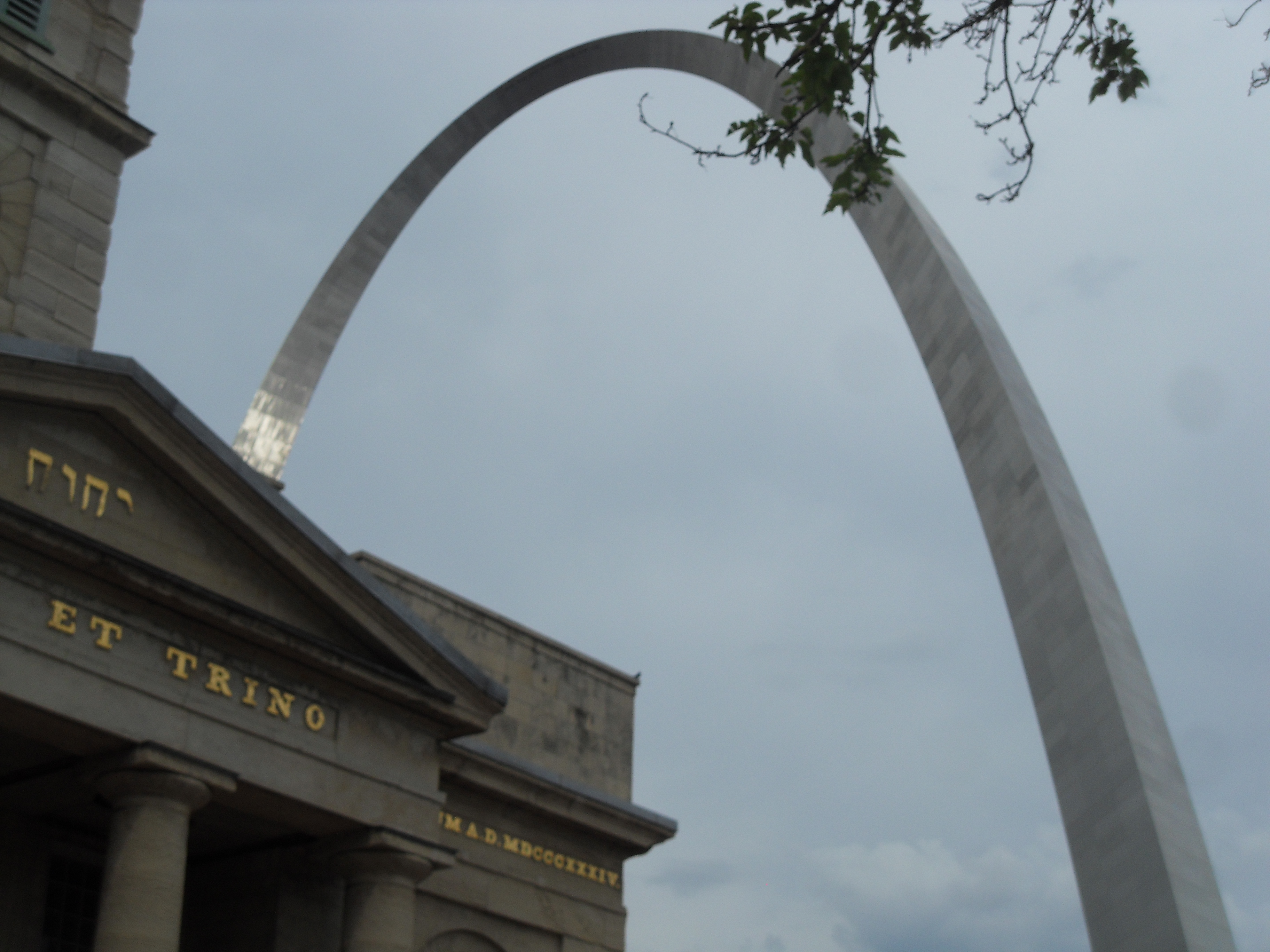